# Alessandria
Alessandria je grad u istoimenoj provinciji u regiji Pijemont u Italiji. Iz zadnjeg popisa stanovništva 2019. godine u gradu živi od 93 634 stanovnika. Najveća je općina u regiji i nalazi se u središtu industrijskog trokuta Torino-Milano-Genova, čineći važno čvorište. Sjedište je Sveučilišta u Istočnom Pijemontu "Amedeo Avogadro", tripolarne strukture koju dijele Vercelli i Novara.